# Primoriálisprím
A számelmélet területén a primoriálisprímek olyan prímszámok, melyek pn# ± 1 alakban felírhatók, ahol pn# a pn primoriális (tehát az első n prímszám szorzata).
Az előbbi definíció szerint,
pn# − 1 prím az n = 3, 5, 6, 13, 24, … értékekre (A057704 sorozat az OEIS-ben)
pn# + 1 prím az n = 1, 2, 3, 4, 5, 11, ... értékekre (A014545 sorozat az OEIS-ben)
Az első néhány primoriálisprím:
2, 3, 5, 7, 29, 31, 211, 2309, 2311, 30029, 200560490131, 304250263527209, 23768741896345550770650537601358309
Jelenleg (2012) a legnagyobb ismert primoriálisprím az 1098133# − 1 (n = 85586), ami 476 311 jegyű és a PrimeGrid projekt találta meg.